# Judith Evelyn
Pour les articles homonymes, voir Evelyn.
Judith Evelyn est une actrice américaine, née Evelyn Morris le 20 mars 1909 à Seneca (Dakota du Sud), morte le 7 mai 1967 à New York (État de New York).

## Biographie

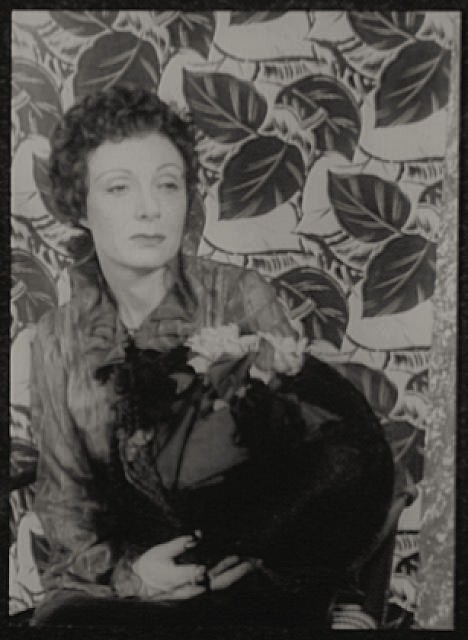
Dans La Mouette (1954)
- photo Carl van Vechten -

Sous le pseudonyme de Judith Evelyn, elle commence sa carrière au théâtre et joue notamment à Broadway dans cinq pièces. La première est Rue des anges de Patrick Hamilton, représentée 1 295 fois de décembre 1941 à décembre 1944, aux côtés de Leo G. Carroll et Vincent Price ; elle y tient le rôle de Bella Manningham, repris dans l'adaptation à l'écran de 1944 par Ingrid Bergman (renommée Paula Alquist).
Après sa cinquième pièce à Broadway en 1952-1953, elle se produit Off-Broadway en 1954, dans La Mouette d'Anton Tchekhov (rôle d’Irina Arkadina), avec notamment Montgomery Clift, Sam Jaffe et Maureen Stapleton.
Au cinéma, Judith Evelyn contribue à seulement neuf films américains, depuis La Treizième Lettre d'Otto Preminger en 1951 (avec Charles Boyer et Constance Smith), jusqu'à Le Désosseur de cadavres de William Castle en 1959 (où elle retrouve Vincent Price). Entretemps, mentionnons Fenêtre sur cour d'Alfred Hitchcock (avec James Stewart et Grace Kelly) et L'Égyptien de Michael Curtiz (avec Jean Simmons et Victor Mature, elle-même personnifiant Tiyi), tous deux sortis en 1954, ainsi que Géant de George Stevens (1956, avec Elizabeth Taylor et Rock Hudson).
À la télévision, elle apparaît d'abord dans un téléfilm diffusé en 1946, adaptation de la pièce pré-citée Rue des anges, où elle reprend son rôle initial. Puis elle collabore à quarante séries (majoritairement consacrées au théâtre) entre 1948 et 1962, dont Alfred Hitchcock présente (deux épisodes, 1955-1957).
Judith Evelyn meurt prématurèment d'un cancer en 1967.

## Théâtre (sélection)
(pièces jouées à Broadway, sauf mention contraire)
- 1941-1944 : Rue des anges (Angel Street) de Patrick Hamilton : Bella Manningham
- 1945 : The Rich Full Life de Viña Delmar : Lou Fenwick
- 1947 : Craig's Wife de George Kelly : Mme Craig (adaptation au cinéma en 1950)
- 1949 : The Ivy Green de Mervyn Nelson : Catherine Dickens
- 1952-1953 : The Shrike de Joseph Kramm, mise en scène de José Ferrer (également producteur et acteur) : Ann Downs
- 1954 : La Mouette (The Seagull - Чайка) d'Anton Tchekhov, adaptation de Max Marlin : Irina Arkadina (Off-Broadway)

## Filmographie

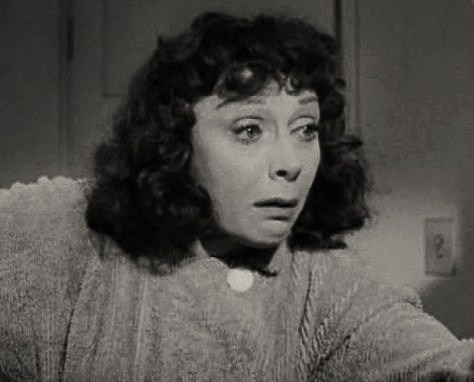
Dans Le Désosseur de cadavres (1959)

### Au cinéma (intégrale)
- 1951 : La Treizième Lettre (The 13th Letter) d'Otto Preminger : Sœur Marie Corbin
- 1954 : Fenêtre sur cour (Rear Window) d'Alfred Hitchcock : Miss Lonelyhearts
- 1954 : L'Égyptien (The Egyptian) de Michael Curtiz : Tiyi
- 1955 : La Maison sur la plage (Female on the Beach) de Joseph Pevney : Éloïse Crandall
- 1956 : L'Impudique (Hilda Crane) de Philip Dunne : Stella Crane
- 1956 : Géant (Giant) de George Stevens : Mme Nancy Lynton
- 1958 : Les Frères Karamazov (The Brothers Karamazov) de Richard Brooks : Mme Anna Hohlakov
- 1958 : Crépuscule sur l'océan (Twilight for the Gods) de Joseph Pevney : Ethel Peacock
- 1959 : Le Désosseur de cadavres (The Tingler) de William Castle : Mme Martha Ryerson Higgins

### À la télévision (sélection)
- 1946 : Rue des anges (Angel Street), téléfilm (réalisateur non-spécifié) : Bella Manningham
- 1955-1957 : Alfred Hitchcock présente (Alfred Hitchcock Presents)
  - Saison 1, épisode 11 Guilty Witness (1955) de Robert Stevens : Amelia Verber
  - Saison 2, épisode 34 Martha Mason, Movie Star (1957) de Jus Addiss : Mabel McKay

## Note et référence
1. ↑  Si certaines sources (dont l'IMDb ci-dessus) indiquent 1913 comme année de naissance, celle de 1909 semble exacte, photo de sa pierre tombale à l'appui (voir Wikimedia Commons).